# 3%
Pour le mouvement politique américain, voir III %.
3% est une série télévisée brésilienne en 33 épisodes de 50 minutes, créée par Pedro Aguilera et diffusée de 2016 à 2020 sur le réseau Netflix.
Elle est développée à partir d’un épisode pilote en 2009, et s’agit de la première production originale de Netflix au Brésil, ainsi que de la seconde production en Amérique latine, après Club de Cuervos (en) au Mexique.
Le scénario est défini dans un futur où les gens peuvent passer un test, Le Processus, qui leur permet de vivre le reste de leur vie dans un lieu appelé l'Autre Rive (Maralto en version originale). Ce lieu est décrit comme une île paradisiaque, loin de la pauvreté et de la misère qui gagnent le Continent. Mais seulement 3 % des candidats sont annuellement retenus,. La première saison, sortie le 25 novembre 2016, est suivie de trois autres, en 2018, 2019 et 2020.

## Synopsis
À la suite d'une série de catastrophes, le monde a été détruit en grande partie. Les survivants sont séparés en deux catégories, les Pauvres et les habitants de l'Ile, qui bénéficient des plus grands progrès techniques et d'une vie oisive en échange de leur stérilisation. Pour assurer la survie de l'Ile, une sélection annuelle des meilleurs candidats se fait l'année de leurs vingt ans mais ces derniers n'ont droit qu'à une seule tentative et 97 % d'entre eux échouent aux épreuves.

## Distribution

### Personnages principaux
- Bianca Comparato: Michele Santana (depuis saison 1)
- Rodolfo Valente: Rafael (depuis saison 1)
- Vaneza Oliveira: Joana (depuis saison 1)
- Rafael Lozano:  Marco Alvarez (depuis saison 1)
- Cynthia Senek: Gloria (depuis saison 2)
- Laila Garin: Marcela Alvarez (depuis saison 2)
- Thais Lago: Elisa (depuis saison 2)

### Anciens personnages principaux
- Viviane Porto: Aline (saison 1)
- João Miguel: Ezequiel (saisons 1 et 2)
- Michel Gomes: Fernando Carvalho (saisons 1 et 2)

### Personnages secondaires
- Zezé Motta : Nair (depuis saison 1)
- Bruno Fagundes : André Santana (depuis saison 2)
- Amanda Magalhaes : Natalia (depuis saison 2)
- Leo Belmonte : Arthur (depuis saison 3)
- Fernando Rubro : Xavier (depuis saison 3)
- Mel Fronckowiak : Julia (saison 1)
- Sérgio Mamberti : Matheus (saison 1)
- Luciana Paes : Cássia (saisons 1 et 2)
- Cristina Valenzuela : Agatha (saison 1)
- Samuel de Assis : Silas (saison 2)
- Roberta Calza : Ivana (saison 2)
- Maria Flor : Samira (saison 2)
- Marina Matheus : Ariel (saison 2 et 3)
- Fernanda Vasconcellos : Láis (saisons 2 et 3)
- Silvio Guindane : Vitor (saisons 2 et 3)

## Personnages
Michele Santana :  Candidate au départ pour l'Ile, Michele cache soigneusement qu'elle est une rebelle au service de la Cause, un mouvement révolutionnaire qui a pour but de détruire l'Ile de l'intérieur. Parvenue à faire partie des 3 %, elle abandonne la Cause pour livrer sa propre bataille et fonder une troisième voie. Elle veut aussi retrouver son frère aîné, parti pour l'île cinq ans plus tôt, ignorant qu'il est entretemps devenu le premier meurtrier de l'histoire de l'Ile. Elle utilise ses talents pour manipuler et la Cause et l'Ile, afin de fonder la Coquille, un centre d'où elle espère construire un nouveau monde.
Rafael : De son vrai nom Tiago, il est également membre de la Cause, mais il ne connaît pas Michele. Rafael a tenté la Sélection et été éliminé de façon prématurée. Il y participe une seconde fois après avoir volé l'implant d'identification de son frère cadet. Parvenu au but cette fois-ci, Rafael part pour l'Ile ou il intègre les services de sécurité, ce qui lui permet d'espionner son entourage. Il tombe amoureux d' Elisa. Rafael a du mal à rester fidèle à ses convictions, ce qui le met à dos des deux factions avant qu'il ne trouve refuge dans la Coquille.
Joana :  Jeune femme libre et indépendante, Joana est devenue par force une spécialiste de la survie, ayant accidentellement tué le fils d'un Caïd qui la poursuit. Elle intègre la Sélection et parvient presque au but. Elle refuse cependant de devenir un pion d'Ezekiel et abandonne l'Ile pour rester fidèle à elle-même. Elle tente par la suite de soulever la population, mais son échec la pousse à rejoindre la Coquille pour survivre.
Marco Alvarez : Jeune homme ambitieux et volontaire, Marco fait partie de la seule famille dont tous les membres ont fini par se qualifier parmi les 3 %, ce qui le rend arrogant et dangereux. Il tue ainsi une candidate pour imposer son leadership lors d'une épreuve, mais il finit abandonné de tous, les jambes broyées. On le croit mort, mais il n'est qu'amputé des jambes. Il rejoint une milice privée avant d'en prendre le contrôle. Abandonné par son clan, il rejoindra la Coquille ou il espère élever son fils en paix.
Marcela Alvarez : Marcela est la mère de Marco et elle n'a pas hésité à l'abandonner enfant quand elle a réussi la qualification pour rejoindre son propre père sur l'Ile. Elle a choisi une carrière de militaire et gravi rapidement les échelons pour devenir un leader incontesté. Elle échouera cependant à prendre la Coquille et passera plusieurs mois en détention avant de s'évader.

## Lieux
La ville : elle se situe au fond d'une vallée étroite cernée par le désert et ne porte pas de nom. Elle est le lieu de résidence de la quasi-totalité de la population qui survit parmi les ruines et la pauvreté depuis qu'à la génération précédente, une bombe à Impulsion magnétique lancée par l'Ile a détruit sa technologie moderne. Ses habitants n'ont pour espoir de vie meilleure que la Sélection annuelle, qui renvoie cependant dans ses ruines 97 % des postulants.
L'Ile : située au large et inaccessible autrement qu'en sous-marin, elle est peuplée par l'élite sélectionnée annuellement pour pallier les morts naturelles. Elle a été fondée un siècle plus tôt par des scientifiques qui travaillaient sur la survie de l'espèce et la protection de l'environnement. Ces derniers ont rapidement conclu que seule une frange étroite de la population pouvait bénéficier d'un tel cadre de vie. Les Fondateurs ont alors décidé que vivre sur l'Ile devait se mériter, allant jusqu'à renvoyer leurs propres enfants sur le continent pour ne reprendre que ceux qui réussiraient la Sélection. Par leur refus de privilégier l'hérédité, la stérilisation est imposée à tous les nouveaux habitants dès leur arrivée.
La Coquille :  située en surplomb de la falaise, mais sur la rive opposée du centre de Sélection, la Coquille est ouverte à tous ceux qui veulent y vivre en échange du travail des habitants. Michele l'a fondée en réussissant son chantage envers l'Ile, la forçant à lui livrer les techniques nécessaires à sa construction et son entretien. Quand une tempête arrache la voile collectrice d'eau, Michele n'a pas d'autre choix que de procéder à son tour à une Sélection et de renvoyer 75 % des habitants chez eux pour sauver le centre, leur promettant leur retour dès les réparations effectuées.

## Production

### Fiche technique
- Titre original : 3%
- Titre français : 3 %
- Création : Pedro Aguilera
- Réalisation : César Charlone, Jotagá Crema, Daina Giannecchini et Dani Libardi
- Scénario : Pedro Aguilera, Jotagá Crema, Cássio Koshikumo, Ivan Nakamura et Denis Nielsen
- Décors : Valdy Lopes
- Photographie : Eduardo Piagge
- Musique : André Mehmari
- Production : César Charlone et Tiago Mello
- Société de production : Boutique Filmes
- Société de distribution : Netflix
- Pays d’origine :  Brésil
- Langue originale : portugais brésilien
- Format : couleur
- Genre : thriller de science-fiction
- Nombre de saisons : 4
- Nombre d'épisodes : 33
- Durée : 38 à 49 minutes
- Date de première diffusion :
  - Brésil, France : 25 novembre 2016 sur Netflix

## Épisodes
| Saison | Épisodes | Première diffusion |
| ------ | -------- | ------------------ |
| 1      | 8        | 25 novembre 2016   |
| 2      | 10       | 27 avril 2018      |
| 3      | 8        | 7 juin 2019        |
| 4      | 7        | 14 août 2020       |

### Première saison (2016)
| Épisode | Titre                        | Réalisation                      | Scénario                                                     | Première diffusion |
| --- | ---------------------------- | -------------------------------- | ------------------------------------------------------------ | ------------------ |
| 1 | Cubes Capítulo 01: Cubos     | César Charlone                   | Pedro Aguilera                                               | 25 novembre 2016   |
| Dans un lointain futur, la majorité de la population brésilienne vit dans la pauvreté (sur le Continent), tandis que ceux sur « l’Autre Rive » (Maralto en version originale) vivent dans une sorte de paradis. Chaque année, tous ceux âgés de 20 ans ont une chance de se rendre sur l'Autre Rive via une série de tests appelé le Processus, mais seuls 3 % y arrivent. Michele est l’une d’entre eux, entrant avec sa meilleure amie Bruna. Le chef du Processus, Ezequiel, est supervisé par une femme de l'Autre Rive du nom d’Aline. Le premier test est un entretien. L'un des candidats se suicide après avoir échoué. Après avoir été répartis par groupes, une candidate appelée Joana remarque qu’un autre candidat, Rafael, a falsifié son enregistrement. Le deuxième test est un casse-tête qui consiste à assembler neuf cubes à partir de plusieurs blocs. Rafael triche, volant le cube d’un autre, mais Ezequiel lui permet de continuer. Michele en a seulement huit, mais un candidat en fauteuil roulant appelé Fernando assemble un neuvième cube à partir de plusieurs de ses cubes à elle, leur permettant à tous les deux de réussir le test. Joana fabrique onze cubes. Finalement, Michele et Bruna sont conduites vers l’arrière, l'Autre Rive suspectant qu’une taupe travaillant pour un groupe révolutionnaire connu sous le nom de La Cause est parmi les candidats. Michele convainc Bruna d’attaquer l’interrogateur, mais Bruna meurt. Les testeurs supposent que cette dernière était la taupe, alors qu’il est plus tard révélé que c’était Michele. |                              |                                  |                                                              |                    |
| 2 | Pièces Capítulo 02: Moedas   | Daina Giannecchini, Jotagá Crema | Cássio Koshikumo, Denis Nielsen                              | 25 novembre 2016   |
| Lors d'un examen médical, on dit à Fernando que ses jambes peuvent être guéries à la Haute Mer, mais il dit à Michele qu’il souhaite rester en fauteuil roulant puisqu'il ne serait pas le même s'il pouvait marcher. Le troisième test montre une fausse scène de crime dans un lieu ressemblant à l'Autre Rive. Le groupe doit comprendre ce qui s’y est passé. Au premier abord, il semble que la femme est juste en train de s’étouffer, mais Fernando croit que la femme a été empoisonnée. Le groupe est d’accord, mais Rafael fait remarquer que les preuves sont trompeuses, en réalité la femme est en train d’avoir une réaction allergique à l’argent. Fernando est finalement d’accord, et ils réussissent avec la théorie de Rafael. Aline localise Ezequiel, qui disparaît pendant le quatrième test. Le test suivant implique de voter pour savoir qui dans le groupe sera exclu, les candidats restants prenant des pièces pour prouver leur passation. Malgré des disputes, Marco suggère qu’ils tirent à la courte paille avec des foulards. Joana tire la plus courte, mais elle vole une pièce à Lucas pour réussir le test. |                              |                                  |                                                              |                    |
| 3 | Pièces Capítulo 03: Corredor | Dani Libardi                     | Ivan Nakamura, Denis Nielsen                                 | 25 novembre 2016   |
| Le groupe doit traverser ensemble un obscur couloir, mais un gaz hallucinogène est diffusé. Chacun voit quelque chose de différent, mais Joana peut tous les escorter jusqu’à l’autre côté, réussissant le test. Après qu’on leur a montré leur dortoir pour la nuit, Fernando et Michele s’embrassent. Malgré le fait que les effets du gaz soient censés s’estomper, Ágata continue à avoir des hallucinations et essaie de tuer Joana jusqu'à ce que Rafael intervienne. Entre-temps, on voit Ezequiel qui est discrètement sorti pour rencontrer un jeune garçon nommé Augusto qui vit sur le Continent. À travers des retours en arrière, il est révélé que Joana aussi a falsifié son registre après avoir accidentellement tué le fils d’un bandit. Rafael remarque son faux registre, et les deux se font du chantage. Quand le jeune Augusto se faufile à l’intérieur et manque de se faire attraper par Aline, Ezequiel lui dit de ne jamais revenir. Quand tout le monde se réveille le lendemain matin, Joana se rend compte que les sorties ont été bloquées, piégeant les candidats à l’intérieur des dortoirs. |                              |                                  |                                                              |                    |
| 4 | Portes Capítulo 04: Portão   | Jotagá Crema                     | Cássio Koshikumo, Ivan Nakamura, Jotagá Crema                | 25 novembre 2016   |
| En cherchant un moyen de sortir, Marco pense à l’histoire de sa famille, chacun d'entre eux ayant réussi à se rendre sur l'Autre Rive. Il organise tout le monde pour trouver de la nourriture et réussir le test, mais Ezequiel est mécontent qu’ils aient tous réussi le test et arrête d’envoyer de la nourriture. Finalement, Marco et d’autres hommes fabriquent des armes à partir des lits pour forcer les portes et quand ils réalisent qu’il n’y a pas de sortie, ils attaquent les autres pour voler leur nourriture, Marco tuant une jeune fille par la même occasion pour prouver sa force. Michele et les autres font une barricade contre eux, pendant que Joana trouve Ágata, qui est morte de dénutrition. Elle escalade le conduit par lequel la nourriture arrivait, s’échappant pour retrouver Ezequiel, qui lui dit qu’elle peut encore sauver les autres. Joana revient en arrière, libérant les personnes que Marco avait assujetties, tout le monde se dresse contre lui et ses hommes. Certains meurent lors de l'affrontement. Les portes s’ouvrent et tous s’échappent. Marco se réveille en sang avant qu’elles ne se referment et rampe vers la sortie, mais la porte se referme sur lui, le tuant. Entre-temps, Aline est surprise en train de fouiller dans les affaires d’Ezequiel. Il est révélé que Rafael a passé le Processus l’année auparavant et a échoué, avant de voler le registre de son frère inconscient pour participer au Processus une deuxième fois. Il révèle à Michele qu’il est aussi une taupe de la Cause.                            |                              |                                  |                                                              |                    |
| 5 | Eau Capítulo 05: Água        | César Charlone                   | Pedro Aguilera                                               | 25 novembre 2016   |
| Cinq ans auparavant, quand Ezequiel était pour la première fois responsable du Processus, il était marié à une interrogatrice du premier test, Julia. Durant son premier interrogatoire, elle disqualifie un candidat sans aucune raison apparente. Plus tard, Ezequiel et elle surveillent un raid, où on voit un jeune garçon sur les séquences enregistrées. Julia fond en larmes à la vue du garçon et révèle à Ezequiel que c’est le fils qu’elle a abandonné quand elle a réussi le Processus, Augusto. Elle tente de s’échapper vers le Continent pour le voir, mais Ezequiel l’en empêche. À cause de ceci, elle est mise dans un service psychiatrique où elle se suicide par noyade dans l’océan. Ezequiel est anéanti et va voir Augusto lui-même, commençant secrètement à prendre soin de lui. |                              |                                  |                                                              |                    |
| 6 | Verre Capítulo 06: Vidro     | Daina Giannecchini, Dani Libardi | Cássio Koshikumo, Denis Nielsen, Ivan Nakamura, Jotagá Crema | 25 novembre 2016   |
| Chacun ayant sa propre chambre allouée, les familles de chaque candidat sont amenées, laissant aux candidats une option : continuer le Processus, ou renoncer et prendre une somme d’argent considérable à emporter pour leur famille. Michele et Fernando dorment ensemble après le test, et on leur fait passer des tests individuels durant lequel Michele doit dire aux parents de Bruna qu’elle est morte. Ezequiel va dire à Augusto qu’il ne peut plus le voir, tandis qu’Aline accepte de garder le secret d’Ezequiel. Afin de réussir son test, Rafael a besoin de l’aide de Fernando et lui dit que Michele et lui sont tous les deux pour la Cause. Chacun réussit, pendant que Michele fait sortir une petite capsule de sous sa peau. |                              |                                  |                                                              |                    |
| 7 | Capsule Capítulo 07: Cápsula | Daina Giannecchini               | Cássio Koshikumo                                             | 25 novembre 2016   |
| Un dîner de célébration est organisé pour les candidats avant la dernière étape : le rituel de purification. Michele tente d’empoisonner Ezequiel en utilisant le poison contenu dans la capsule qu’elle a récupérée de sa hanche, mais c’est Cesar qui est mortellement empoisonné à sa place. Tous les candidats sont interrogés individuellement. Rafael laisse tomber la capsule vide d’une balustrade. Ezequiel et Cássia mettent en scène une fausse confession des membres capturés de la Cause qu’ils détiennent et dans laquelle ils nomment également Aline comme membre de la Cause ; cette dernière est donc arrêtée. Michele retourne dans sa chambre et trouve Ezequiel qui l’attend, la capsule dans la main. |                              |                                  |                                                              |                    |
| 8 | Bouton Capítulo 08: Botão    | César Charlone                   | Denis Nielsen, Pedro Aguilera                                | 25 novembre 2016   |
| Piégé par son propre test, Fernando part en croyant que Michele a été éliminée. Entre-temps, Michele abandonne Celso durant son interrogatoire par Ezequiel et est accueillie dans les 3 %, croyant que son frère est en vie et va bien sur l'Autre Rive. Rafael découvre que la cérémonie de purification implique une stérilisation, mais il poursuit la procédure après hésitation. Joana quitte le Processus quand on lui offre le choix entre un meurtre et rejoindre l’élite d’Ezequiel. Les candidats qui ont réussi sont vus pour la dernière fois en route pour l'Autre Rive. |                              |                                  |                                                              |                    |

### Deuxième saison (2018)
Les 10 épisodes sont disponibles depuis le 27 avril 2018 sur Netflix.
Scénaristes : Denis Nielsen, Pedro Aguilera
Réalisateur : Philippe Barcinski
| Épisode | Titre       | Réalisation | Scénario | Première diffusion |
| --- | ----------- | ----------- | -------- | ------------------ |
| 1 | Miroir      |             |          | 27 avril 2018      |
| Par un flash-back, il est révélé l'existence du trio fondateur responsable de la construction de l'Autre Rive. Sur le Continent, Joana veut rejoindre la Cause. Elle se trouve en compétition avec une autre recrue avec comme défi de créer chacune trois capsules de suicide, à partir des grenouilles vénéneuses ; mais toutes les deux échouent en raison du refus de Joana de jouer collectif. Joana aide Silas à trouver une note secrète de la Cause, dont le plan consiste à voler de l'engrais explosif à Gerson. Ils réussissent, et Joana apprend plus tard que la Cause prévoit de faire exploser une bombe lors du prochain Processus. Sur l'Autre Rive, le frère de Michele, André, est détenu comme le premier meurtrier de l'histoire de l'Autre Rive. Ezequiel promet de le libérer si Michèle travaille pour lui, notamment pour la création d'un nouveau test du processus. Ce test est un labyrinthe de murs transparents et de miroirs qui se déplacent selon des motifs imprévisibles, mais Ezequiel trouve rapidement la sortie, réussissant même à piéger Michèle. |             |             |          |                    |
| 2 | Grille-pain |             |          | 27 avril 2018      |
| Alors que Rafael espère décrocher une place sur le continent, des flash-backs récapitulent son année sur l'Autre Rive. Gêné, Fernando entraîne des candidats au Processus... |             |             |          |                    |
| 3 | Statique    |             |          | 27 avril 2018      |
| Prêt à tout pour protéger Gloria, Fernando se rend compte qu'il y a une autre façon d'arrêter le Processus. Michele et Rafael essayent séparément de contacter la Cause... |             |             |          |                    |
| 4 | Serviette   |             |          | 27 avril 2018      |
| Pour découvrir qui dit la vérité, Ivana et Joana soumettent leurs prisonniers à des interrogatoires éprouvants. Marcela demande de l'aide sur le continent... |             |             |          |                    |
| 5 | Lampe       |             |          | 27 avril 2018      |
| Michele et les autres découvrent un autre visage d'Ezequiel alors que celui-ci explique son périple mouvementé depuis le Processus 80. |             |             |          |                    |
| 6 | Bouteille   |             |          | 27 avril 2018      |
| Tandis que la chasse des membres de la Cause augmente, Gloria a des doutes. Michele et Joana cherchent la bombe, Fernando fait un mouvement de défi. |             |             |          |                    |
| 7 | Brouillard  |             |          | 27 avril 2018      |
| Fernando trouve un nouvel allié improbable. Michele subit une mystérieuse procédure. Une crise laisse Rafael déchiré entre Elisa et sa mission. |             |             |          |                    |
| 8 | Crapaud     |             |          | 27 avril 2018      |
| Joana se trouve à la merci d’un personnage de son passé, Michele est conduite à une nouvelle cachette et Marcela reçoit une invitation inattendue. |             |             |          |                    |
| 9 | Collier     |             |          | 27 avril 2018      |
| Pendant que Rafael, Fernando et Joana avancent dans leur plan, Michele découvre un secret choquant à propos du passé de l’Autre Rive. |             |             |          |                    |
| 10 | Sang        |             |          | 27 avril 2018      |
| Les dernières minutes forcent Joana et Fernando à improviser. Comme le chaos éclate le jour du Processus, Michele concocte un plan toute seule. |             |             |          |                    |

### Troisième saison (2019)
Les 8 épisodes sont disponibles depuis le 7 juin 2019 sur Netflix pour une troisième saison.
Épisode 1 : Sable
Alors que Joana visite la Coquille, le nouveau sanctuaire que Michele a fondé dans le désert, une énorme tempête de sable s'abat, ravageant tout sur son passage.
Épisode 2 : Scalpel
Pendant que les résidents de la Coquille se préparent pour la prochaine étape de la sélection, Joana convoque des alliés de la Cause et leur révèle sa stratégie globale.
Épisode 3: Remède
Contrainte de remplacer Michele lors du prochain test, Elisa se rend compte que l'Autre rive lui manque. Artur peine à cacher son état à Rafael.
Épisode 4 : Canard
Les stocks baissent, et Michele prend une décision radicale pour les habitants de la Coquille. Dans une série de flashbacks, le couple fondateur vit un dilemme déchirant.
Épisode 5 : Levier
Glória récolte des soutiens pour sa campagne, précipitant la Coquille dans le chaos. Marco ne recule devant rien afin de trouver de la nourriture pour son fils.
Épisode 6 : Issue de secours
Avec l'arrivée du contingent de l'Autre rive, les nouveaux résidents de la Coquille traquent les fugitifs dans le désert. De terribles souvenirs assaillent Elisa.
Épisode 7 : Preuves
Joana et Rafael se démènent pour prouver le sabotage. Michele affronte une foule en colère. Les soupçons s'accumulent contre Glória quant à sa participation au Processus.
Épisode 8 : Ondes
La vérité sur le sabotage émerge enfin, tandis que Marcela se prépare à prendre le contrôle de la Coquille et à mener à bien une mission personnelle secrète.

### Quatrième saison (2020)
La quatrième et dernière saison sort le 14 août 2020.